# Aktuell – Zeitschrift für ehemalige Berlinerinnen und Berliner
aktuell – Zeitschrift für ehemalige Berlinerinnen und Berliner ist eine Zeitschrift für einstige Berliner, die in der Zeit des Nationalsozialismus verfolgt und aus der Stadt vertrieben wurden.
Zurzeit gehören zum Empfängerkreis knapp 6.800 Menschen (Stand 10/2018), die in 42 Ländern weltweit leben. Die Zeitschrift wird halbjährlich vom Presse- und Informationsamt der Berliner Senatskanzlei herausgegeben. Sie bietet einen Überblick über das heutige Geschehen in Berlin und ist zugleich ein Forum für die Emigrantinnen und Emigranten untereinander, denn in jeder Ausgabe werden Beiträge und Suchanzeigen der Leserinnen und Leser veröffentlicht. aktuell erscheint jeweils im Juni und Dezember als gedruckte Ausgabe für den besonderen Leserkreis der ehemaligen Berliner. Seit Dezember 2003 wird aktuell auch im Internet veröffentlicht.

## Geschichte der Zeitschrift
Die erste Ausgabe der Zeitschrift aktuell erschien im März 1970. aktuell sollte ursprünglich über ein Einladungsprogramm, das sogenannte Emigrantenprogramm, informieren. Unter dem Regierenden Bürgermeister Klaus Schütz beschloss der Senat von Berlin am 10. Juni 1969 dieses besondere Einladungsprogramm. Seitdem wurden von allen Regierenden Bürgermeistern von Berlin regelmäßig Gruppen von ehemaligen Berlinerinnen und Berlinern in ihre Heimatstadt eingeladen, die in der Zeit des Nationalsozialismus emigrieren mussten. Um dieses Einladungsprogramm zu organisieren und darüber zu informieren, wurde aktuell gegründet. Die erste Ausgabe der Zeitschrift hatte einen Umfang von acht Seiten. Im Laufe der Zeit entwickelte sich eine immer umfangreichere Zeitschrift. Seit der Jubiläumsausgabe Nr. 100 erscheint aktuell zweisprachig auf Deutsch und Englisch, um auch die zweite und dritte Generation zu erreichen.

## Inhalt der Zeitschrift
Die Zeitschrift aktuell liefert Informationen aus und über Berlin. Dabei kommen die Themen aus verschiedenen gesellschaftlichen Bereichen: Kultur, Bildung, Sport, Politik, Soziales und anderes.
Die Zeitschrift wird regelmäßig durch Beiträge herausragender Persönlichkeiten des öffentlichen Lebens bereichert. So schrieben schon Bundespräsident Horst Köhler, Bundestagsvizepräsident Wolfgang Thierse und Botschafter aus den USA, Israel oder Großbritannien für die Zeitschrift. Auch Literaturnobelpreisträger Imre Kertész hat der Zeitschrift ein Interview gegeben.
aktuell versteht sich als Brücke zwischen Vergangenheit und Zukunft. In jeder Ausgabe werden Beiträge von Lesern veröffentlicht. Dadurch enthält aktuell einzigartige Zeitzeugenberichte. Die Zeitschrift ist ein Forum, in dem Erinnerungen ausgetauscht werden können. Auch verloren gegangene Kontakte können wiederhergestellt werden. Dafür gibt es in jeder Ausgabe die Rubrik Suchanzeigen. So werden einzigartige Zeitzeugenberichte zugänglich gemacht und können auch für wissenschaftliche Recherchen genutzt werden.